# The Helpful Fox Senko-san
The Helpful Fox Senko-san (яп. 世話やきキツネの仙狐さん, Севаякі Кіцуне но Сенко-сан, «Турботлива лисиця Сенко-сан») — манґа авторства Рімукоро, що випускається в журналі Comic Newtype видавництва Kadokawa Shoten з 6 жовтня 2017 року.
2 грудня 2018 року було анонсовано створення аніме-адаптації роботи, яка була довірена студії Doga Kobo. Режисером серіалу був затверджений Кошіда Томоакі, написання сценарію було доручено Накамурі Йошікі, раніше відомому за екранізаціями Monthly Girls' Nozaki-kun і Tada Never Falls in Love. Музичний супровід до картини написав композитор Фуджісава Йошіакі. Прем'єра серіалу відбулася на різних телеканалах Японії 10 квітня 2019 року. З 5 квітня того ж року було запущено трансляцію інтернет-радіопостановки Sewayaki Kitsune no Senko-san: Senko-san to Nakano-kun no mofumofu hour~ з виконавцями головних ролей — Сувабе Джюн'ічі та Вакі Адзума — у ролі ведучих.

## Сюжет
Курото Накано працює клерком в одній з японських «чорних компаній» — фірм, які змушують співробітників працювати на знос. Подібний виснажливий спосіб життя дуже позначається на стані Накано, через що при стресі той починає випускати депресивну темряву, здатну впливати навіть на навколишніх людей. За клерком весь цей час спостерігали три кіцуне, одна з яких — на ім'я Сенко — вирішує добровільно спуститися зі світу богів і допомогти Накано подолати життєві труднощі.
Повернувшись одного разу з роботи, Накано виявив у себе на кухні Сенко, яка готує йому вечерю у вигляді маленької дівчинки, і, злякавшись звинувачень сусідів в розбещенні неповнолітньої, виставив її за двері. Однак кіцуне все ж вмовила клерка прийняти її допомогу, але продовжила натикатися на труднощі з боку Накано, який відмовляється вірити в чиюсь безкорисливу прихильність до нього.

## Головні герої
Курото Накано (яп. 中野)
Сейю: Сувабе Джюн'ічі
Сенко (яп. 仙狐)
Сейю: Вакі Адзума
Сіро (яп. シロ)
Сейю: Учіда Маая
Ясуко Коендзі (яп. 高円寺安子)
Сейю: Сакура Аяне
Йодзора (яп. 夜空)
Сейю: Кітамура Ері

## Критика
Критики порталу Anime News Network виставили аніме-серіалу середні оцінки. Ребека Сільверман відзначала, що зовні сюжет роботи нагадує манґу Miss Kobayashi's Dragon Maid, однак носить більш спокійний характер повсякденного жанру, ніж чистої комедії. Зі свого боку Терон Мартін визнав, що The Helpful Fox Senko-san в кінці 2010-х є одним з найбільш виражених прикладів особливого класу аніме-серіалів, що носять збірна назва «іясікей» (яп. 癒し系, букв. «лікувальна система») і спрямованих на надання заспокійливого і навіть цілющого впливу на глядача. Крім того, Мартін відзначав, що образ Сенко був добре опрацьований творцями картини та пропонував природно милого персонажа замість нав'язування Мое-елементів, характерного для інших робіт. Зауваженням всіх критиків порталу для першої серії The Helpful Fox Senko-san стало використання кліше у вигляді сцени з ерогенною зоною у хвості в антропоморфної тварини, хоча, на думку Терона Мартіна, дана сцена не була надмірно переграна, щоб зуміти зіпсувати настрій від перегляду. Нік Крімер підкреслював, що основа сюжету роботи у вигляді перевантаженого Накано, що накопичує в собі втому й образи, але не здатного чинити опір труднощам, є досить точною картиною сучасного суспільства. Критик вважав, що The Helpful Fox Senko-san був поданий як осуд світоустрою, що підвело людей і позбавило їх простих щоденних задоволень.
Також, на думку Мартіна, серіал став одним з найгірших у весняному сезоні 2019 року за технічними параметрами, особливо був відзначений дизайн персонажів, охарактеризований критиком як «плоский і грубий». Проте, оглядачі відзначали непоганий потенціал у роботи і визнали, що вона здатна принести радість своєму глядачеві.